# Bessa Moussa
Bessa Moussa (* 11. Februar 1960 in Algier) ist ein ehemaliger algerischer Radrennfahrer und nationaler Meister im Radsport.

## Sportliche Laufbahn
Mit 10 Jahren begann er mit dem Radsport. Er startete für den Verein DNC Algiers, später für den Mouloudia Club Algérois. Mit 19 Jahren erhielt er seine erste Berufung in die Nationalmannschaft. 1983 wurde er nationaler Meister im Straßenrennen vor Hamid Chibane. Moussa startete für Algerien bei den Mittelmeerspielen im Bahnradsport und bei den Afrikaspielen.

## Berufliches
1984 beendete er seine aktive Laufbahn und wurde Trainer. Zeitweise war er als Nationaltrainer tätig.